# Halepetekantapura, Piriyapatna
Halepetekantapura là một làng thuộc tehsil Piriyapatna, huyện Mysore, bang Karnataka, Ấn Độ.